# استحاضة

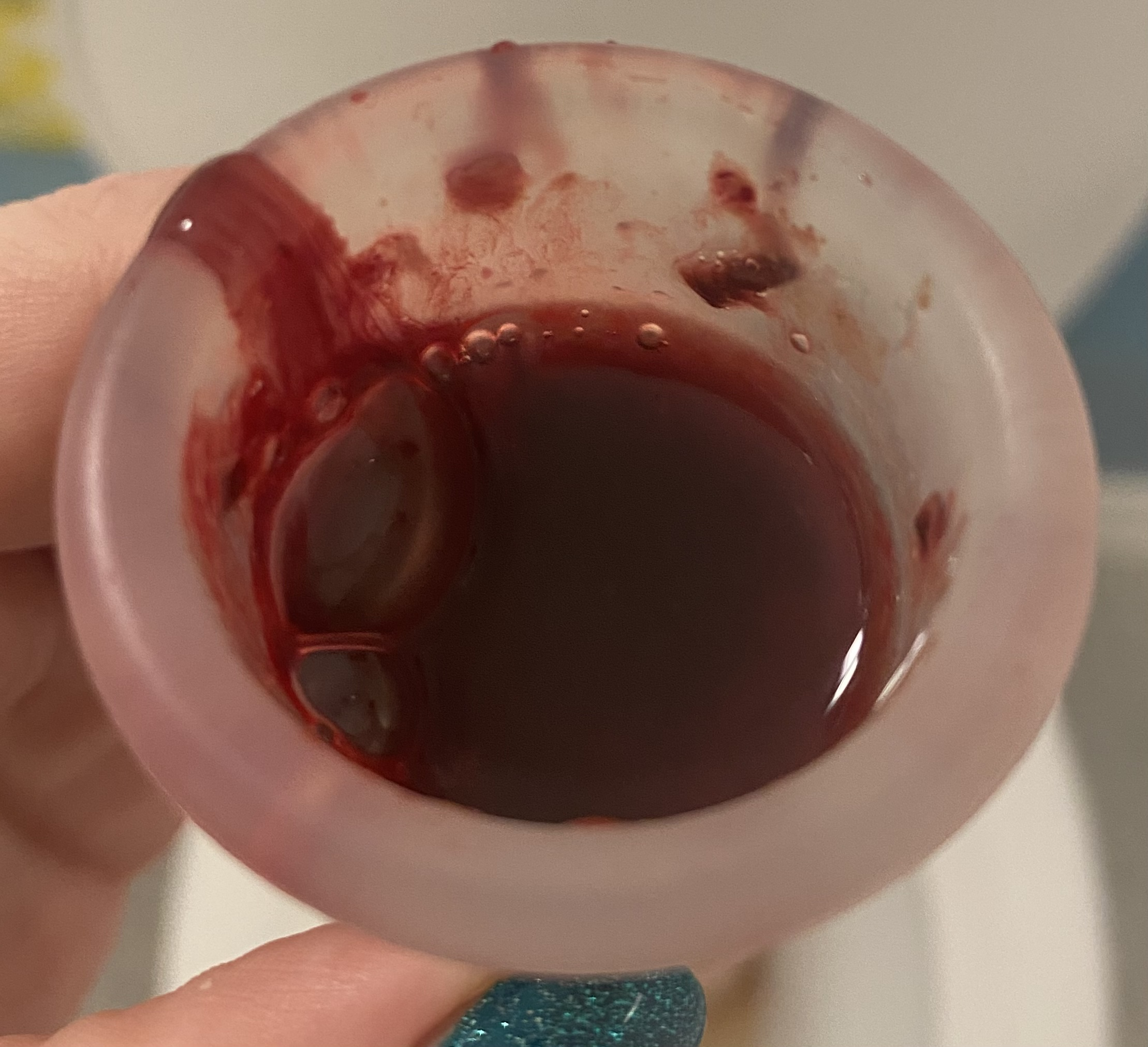
كوب الحيض الذي يحتوي على سائل الحيض. اليوم الثاني من الدورة، لامرأة في الأربعينيات

الاستحاضة دم تراه المرأة أقل من ثلاثة أيام، أو أكثر من عشرة أيام في الحيض، ومن أربعين في النفاس.
والمستحاضة هي التي ترى الدم من مهبلها في زمان لا يعتبر من الحيض والنفاس، مستغرقا وقت صلاة في الابتداء، ولا يخلو وقت صلاة عنه في البقاء.